# Bjurselliden
Bjurselliden är ett naturreservat i Norsjö kommun i Västerbottens län.
Området är naturskyddat sedan 2001 och är 41 hektar stort. Reservatet ligger på en nordsluttning av Stor-Bjurselliden och består av granskog.